# برابرة

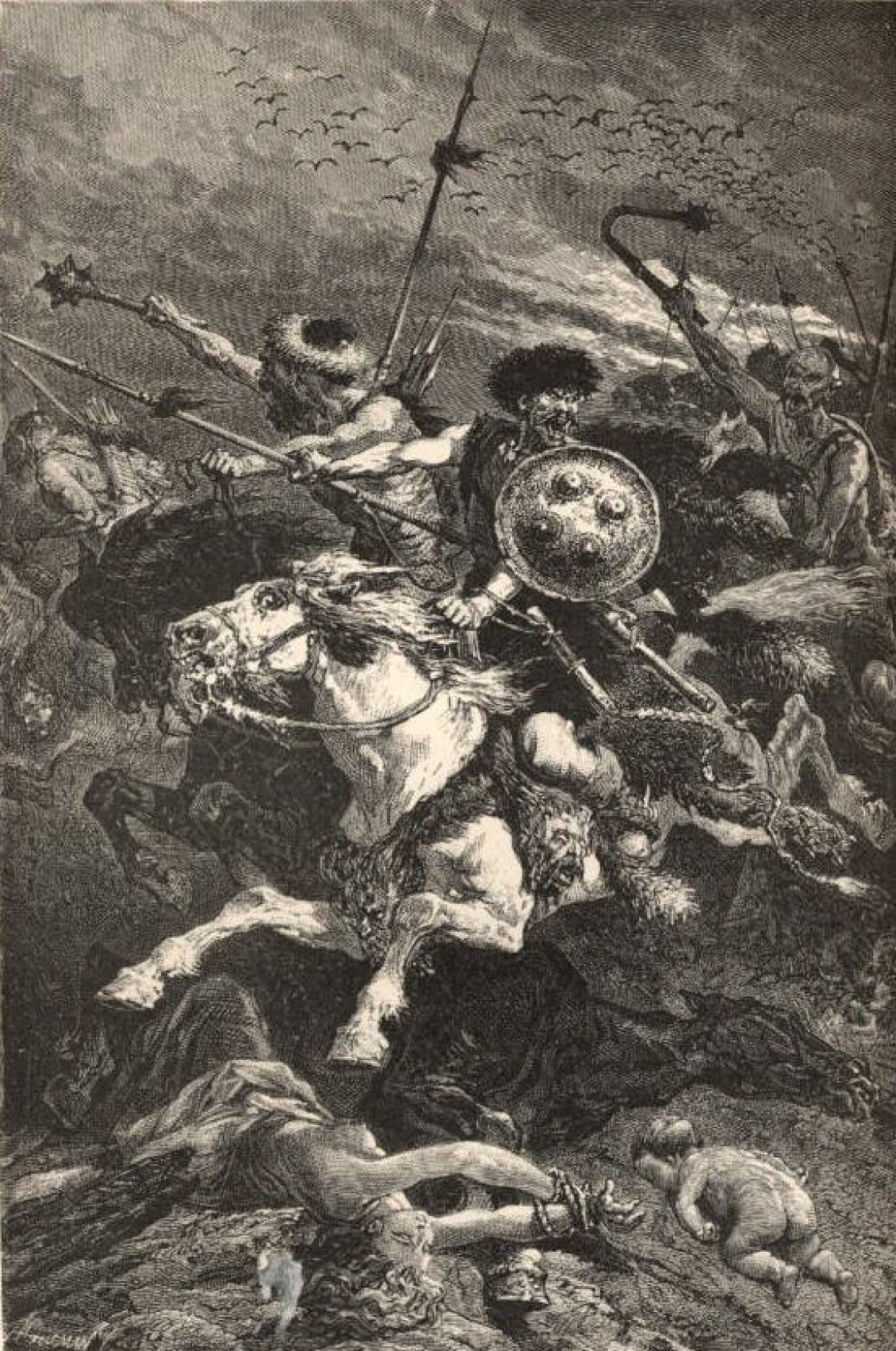
تصوير من القرن الـ19 للهون كبرابرة.

الْبَرَابِرَة هم شعب ينظر إليهم على أنهم غير متحضرين أو بدائيين. وعادة ما يطلق على أساس التعميم القائم على الصورة النمطية الشائعة؛ يمكن أن يكون البربري عضو من أمة يحكم عليها البعض على أنها أقل حضارية أو نظامية (مثل المجتمع القبلي)، كما يمكن أن يكون أيضا جزءا من مجموعة ثقافية «بدائية» معينة (مثل البدو الرحل) أو الطبقة الاجتماعية (مثل قطاع الطرق) سواء داخل الأمة أو خارجها. بدلا من ذلك، يمكن أن يكون محترما وحالما مثل الهمجي النبيل. في الاستخدام الاصطلاحي أو التشخيصي، قد يكون «البربري» أيضا إشارة فردية لشخص وحشي، قاسي، حربي، وغير حساس.
"البرابرة" عبر التاريخ، حيثُ إن الاستخدام الأصلي للمصطلح كان للإشارة إلى الشعوب غير الناطقة باليونانية في العصور القديمة، وقد اُستُخدم هذا الوصف من قبل الإغريق والرومان لتمييزهم عن الحضارات المركزية؛ إذ كانت الفروقات اللغوية والثقافية تُعتبر معايير لتصنيف الشعوب، مما أدى إلى تشويه صورة تلك الجماعات وإضفاء طابع تحقيري عليها. وفي العصر الحديث، تشير الدراسات التاريخية المعاصرة – كما تذكرها مؤلفات موسوعة بريتانيكا – إلى أن هذا التصنيف لم يكن دليلاً على تخلف حضاري حقيقي، بل كان نتيجة لتحوّلات سياسية واجتماعية ساهمت في إعادة تشكيل العلاقات بين الأمم
مصطلح ينبع من اليونانية: (βάρβαρος) (بارباروس. βάρβαροι بارباروي)، والتي بدورها نشأت من لغات غير مفهومة لأمم الأناضول المبكرة التي سمعت من قبل اليونانيين كـ "bar..bar .." في اليونان القديمة، استخدم الإغريق المصطلح لوصف أولئك الذين لا يتكلمون اليونانية ويتبعون العادات اليونانية الكلاسيكية. في أوائل العصر الحديث وأحيانا في وقت لاحق، استخدمها الإغريق البيزنطيين لوصف الأتراك، بطريقة ازدرائية واضحة.
في روما القديمة، استخدم الرومان هذا المصطلح لوصف غير الرومان مثل الجرمان، القلط، الإغريق، الإيبريين، التراقيين، الإيليريين، الأمازيغ، البارثيين، والسرمطيين.

## تأصيل

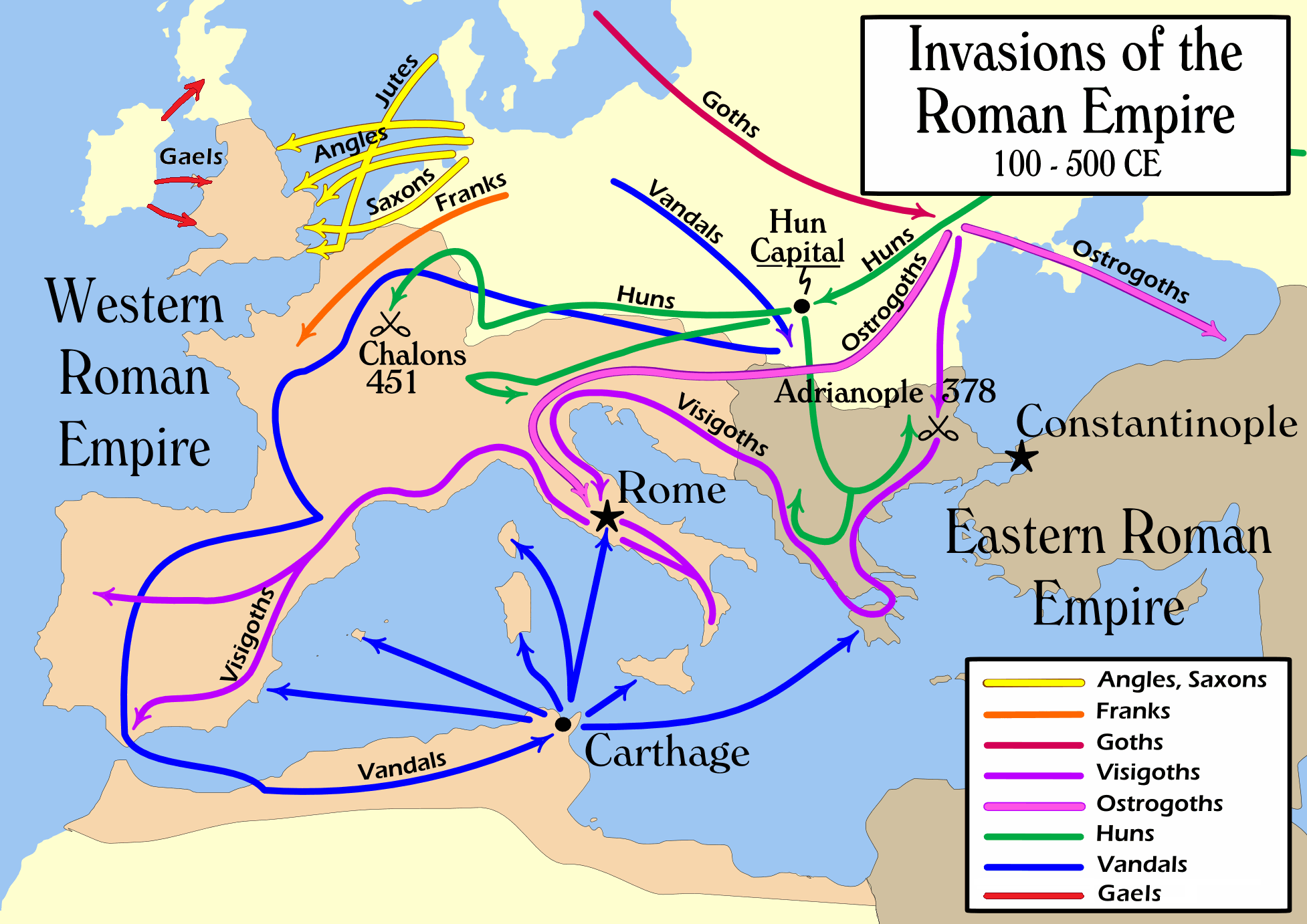
الطرق التي اتخذها اجتياح البرابرة، القرن الخامس الميلادي

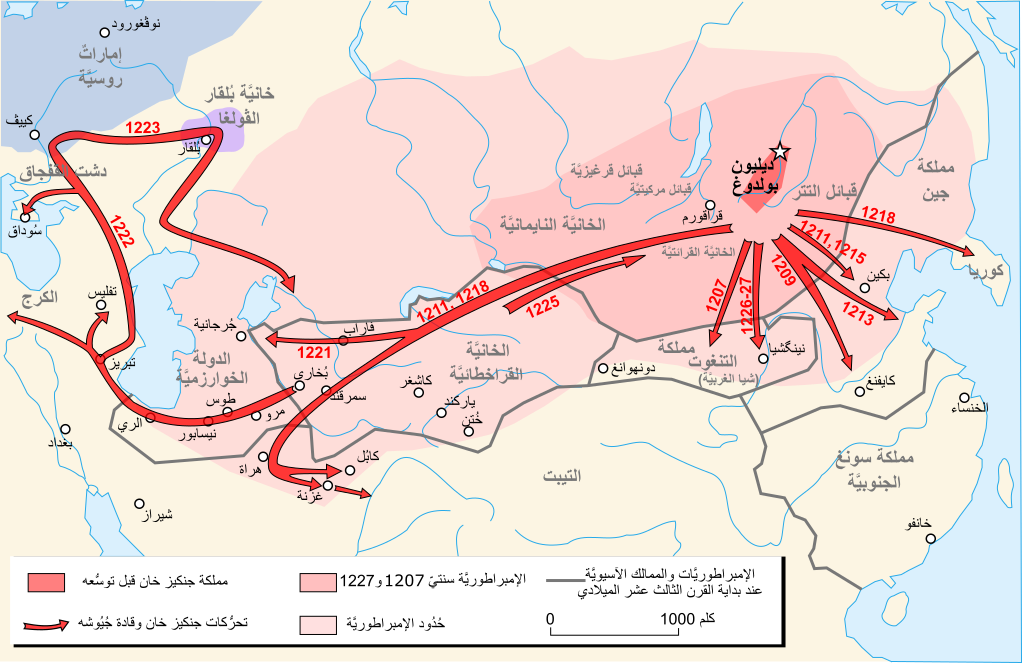
الطرق التي اتخذها اجتياح المغول، القرن 13

الاسم اليوناني القديم (βάρβαρος) (بارباروس)، "barbarian" «برابرة»، نقيض لـπολίτης (بوليتس)، «مواطن» (من πόλις - بوليس، «دولة المدينة»). أقرب شكل مصدق من الكلمة هو الميسينية اليونانية 𐀞𐀞𐀫، با-با-رو (pa-pa-ro)، كتب نص بنظام خطي ب مقطعي.
استخدم الإغريق مصطلح البرابرة لجميع الشعوب غير الناطقة باليونانية، بما في ذلك المصريين والفرس والميديين والفينيقيين، مؤكدين على غيرهم، لأن اللغة التي تحدثوها بدت للإغريق مثل الرطن ممثلة بالأصوات «بار.. بار..»؛ هذه هي الطريقة التي أتوا بها كلمة (βάρβαρος)، وهي كلمة إكوموميتيك أو محاكاة صوتية. ومع ذلك، في مناسبات مختلفة، استخدم هذا المصطلح أيضا من قبل اليونانيين، وخاصة الأثينيين، للتهكم على القبائل اليونانية الأخرى والدول (مثل إبيروتس، إلانز، المقدونيين، بووتيانز والمتحدثين الأيولية) لكن أيضا لزملائهم الأثينيين، بطريقة ازدواجية ودوافع سياسية. بطبيعة الحال، فإن المصطلح يحمل أيضا بعدا ثقافيا لمفهومه المزدوج. الفعل βαρβαρίζω) (barbarízō)) في اليونانية القديمة يعني أن تتصرف أو تتحدث مثل البرابرة.
رفض أفلاطون (رجل الدولة) الانقسام اليوناني البربري باعتباره عبثا منطقيا على أسس من هذا القبيل: تقسيم العالم إلى يونانيين وغير يونانيين قال شيئا واحدا عن المجموعة الثانية، ولكن أفلاطون استخدم مصطلح برابرة في كثير من الأحيان في رسالته السابعة. في أعمال هوميروس، ظهر المصطلح مرة واحدة فقط (الإلياذة 2.867)، في شكل (βαρβαρόφωνος) (بارباروفونوس) («خطاب غير مفهوم»)، وتستخدم من قبل كاريانز القتال من أجل تروي خلال حرب طروادة. بشكل عام، لم يكن مفهوم البربر يُعرف إلى حد كبير في الأدب القديم قبل القرن الخامس قبل الميلاد. لا يزال هناك اقتراح بأن «بارباروفونوي» في الإلياذة لا يعني أولئك الذين يتكلمون لغة غير يونانية ولكن ببساطة أولئك الذين يتكلمون اليونانية بشكل سيئ.
حدث تغيير في دلالات الكلمة بعد الحروب اليونانية-الفارسية في النصف الأول من القرن الخامس قبل الميلاد. هنا هزم ائتلاف متسرع من اليونانيين الإمبراطورية الفارسية الشاسعة. في الواقع، في اليونانية من هذه الفترة «البرابرة» غالبا ما تستخدم صراحة للإشارة إلى الفرس، الذين كانوا أعداء اليونانيين في هذه الحرب.
استخدم الرومان مصطلح بارباروس للشعب غير المتحضر، مقابل اليونانية أو الرومانية، وفي الواقع، أصبح مصطلح مشترك للإشارة إلى جميع الأجانب بين الرومان بعد سن أغسطس (كما بين اليونانيين، بعد الحروب الفارسية والفرس)، بما في ذلك الشعوب الجرمانية والفرس والغول والفينيقيين والقرطاجيين.
المصطلح اليوناني بارباروس كان مصدر اشتقاقي لكثير من الكلمات التي تعني «برابرة»، بما في ذلك برابرة الإنجليزية، التي سجلت لأول مرة بالإنجليزية الوسطى في القرن 16.
وهناك كلمة باربارا - وجدت أيضا في اللغة السنسكريتية في الهند القديمة، مع المعنى الأساسي لل «ستاميرينغ» مما يعني شخص مع لغة غير مألوفة. الكلمة اليونانية بارباروس ترتبط باربراس السنسكريتية (ستاميرينغ). ووجد هذا الجذر الهندوأوروبي أيضا في اللاتينية بالبوس ل «ستاميرينغ» والبلبلاتي التشيكية «إلى ستاممر».
في السياق الآرامي، الفارسي القديمي والعربي، يشير الجذر إلى «الثرثرة بارتباك». في اللغة العربية «بربرة»، (barbarie) بالفرنسية القديمة، وهي نفسها مستمدة من اللغة العربية، وهو مصطلح عربي قديم لسكان شمال أفريقيا غرب مصر. قد تكون الكلمة العربية في نهاية المطاف من (barbaria) اليونانية.

### دلالات
يحدد قاموس أوكسفورد الإنجليزي خمسة معاني للاسم برابرة (barbarian)، بما في ذلك الاستخدام البربري (Barbary) القديم.
1. اشتقاقي، أجنبي، الذي تختلف لغته وعاداته عن المتكلم.
2. تاريخياً، شخص ليس يوناني. شخص يعيش خارج الإمبراطورية الرومانية وحضارتها، طبقت خصوصا على الأمم الشمالية التي أطاحت بهم. مع الإيطاليين من عصر النهضة: شخص من أمة خارج إيطاليا.
3. فظ، بري، شخص غير متحضر. في بعض الأحيان تميز عن وحشية. تستعمل من قبل الصينيين ازدراءًا للأجانب.
4. شخص غير مثقف، أو ليس لديه تعاطف مع الثقافة الأدبية.
5. شخص محلي من الساحل البربري (Barbary Coast). جهاد بحري & حصان بربري.

يلخص المدخل البربري لمكتب المفتش العام التاريخ الدلالي. "كان التطور الحساس في العصور القديمة (مع الإغريق)" الأجانب، غير الهيلينية، "في وقت لاحق" أجنبي، وقح، وحشي "؛ (مع الرومان)" لا اللاتينية ولا اليونانية "، ثم" تتعلق لأولئك خارج الإمبراطورية الرومانية "، ومن ثم" غير متحضرة وغير مثقفة "، و" غير مسيحية "في وقت لاحق، حيث" السراسن، الوثني "، وعموما" وحشية وقحة وحشية وحشية وغير إنسانية ".

## تاريخ
استخدم الإغريق لفظ برابرة للإشارة إلى الثقافات الأجنبية التي التقوا بها ويقال أن أصل الكلمة نابع من سخرية الإغريق من نطق اللغات الأخرى غير الإغريقية أو ناطقي اللغة الإغريقية بطريقة خاطئة وكانت تستخدم للإشارة إلى شخص غريب أو قبيلة أجنبية والتي لا يتحدث أفرادها اللغة الإغريقية وكانت تطلق أيضا على الإغريق الذين لا يجيدون اللغة. ومن القبائل التي أطلقوا عليها هذه اللفظة الفنيقيون والفرس والترك. أما الرومان فكانوا يطلقونها على القبائل الجرمانية وغيرها. أطلق اللاتينيون مصطلح البربرة (باللاتينية: barbarismus وهذه من الإغريقية: βαρβαρισμός) على كل عيب لغوي يقع في كلمة من كلامهم.

### المصطلح بسياق عربي
سكان شمال أفريقيا المعروفون اليوم باسم «الأمازيغ» هم من بين الشعوب التي وصفهم الرومان بالبرابرة، وبقي استخدام الاسم إلى الآن، كما تم اعتماده بصيغة «البربر» من قبل العرب كاسم يشير للقبائل الأمازيغية في شمال أفريقيا، لكن ليس بأساس قدحي. كما تعرف لغاتهم باللغات البربرية، وهناك عدة مصطلحات استمدت من هذا التعبير كالساحل البربري وهي المنطقة التي تشمل معظم ساحل شمال أفريقيا، والمجاهدون البحريون البربر (والذين لم يكونوا بالضرورة من البربر) وهي عمليات حربية التي قام بها سكان شمال افريقيا ضد سواحل وسفن الدول الأوروبية.
وجاء في معجم جمهرة اللغة في معنى «البربرة»: هي كثرة الكلام، مثل ثرثرة فهو ثرثار. وفي «مختار الصحاح» جاء معناها: وكلامٌ في غضبٍ. وبهذا المعنى قال أبو الطيب المتنبي في وصف الأسد في قصيدة «أَمُعَفِّرَ اللَيثِ الهزبر بِسَوطِهِ»، ويقصد ب«البربرة» الصياح:

### العصر الحديث المبكر
خلال عصر النهضة الإيطالية كان يتم الإشارة إلى أي شخص يعيش خارج بلدهم بربريًا. وقائد البحرية الإسبانية فرانسيسكو دي كويلار الذي أبحر مع الأرمادا الإسبانية في عام 1588 استخدم مصطلح «وحشي» و«بربري» لوصف الشعب الأيرلندي. وجاء في القاموس الفرنسي ليتري: «البرابرة كل من كانت لغتهم غريبة.»

## في الثقافة الشعبية
الثقافة الغربية الشعبية الحديثة تحتوي على شخصيات بربرية مثل طرزان وكونان البربري. في الروايات الخيالية غالباً ما يمثل المحارب البربري كشخصية وحيدة، مختلف جداً عن الثقافات النابضة بالحياة التي تستند إليها الرواية. وعادة ما تكون لهذه الشخصيات عدة خصائص مشتركة:
- بنية جسدية قوية وبراعة ومهارة في القتال جنباً إلى سجية عنيفة وتحمل كبير للألم.
- شهوة كبيرة وقدرة عالية على جذب الجنس الآخر بالمغناطيسية الحيوانية.
- أكل اللحم (وهذا من عادة الشعوب الرحل لأنهم لم يكونوا يتواجدوا في مكان واحد لفترة كافية للزراعة والحصاد.)
- شهية كبيرة لتناول الكحول والقدرة على تحمل آثارها.
- مزج تقاليد وعادات القلط والجرمان والسلاف والمغول في شخصية واحدة.

### علاقة الوعي الجمعي الغربي "بالبرابرة
من خلال أبيات من القصيدة اليونانية الشهيرة «في انتظار البرابرة»، للشاعر اليوناني المعاصر قسطنطين كفافيس، يتبلور بجلاء فكرة التلويح بـ «البرابرة»، وتوظيفها براغماتيًا لتحقيق مرامٍ سياسية من دون وجود حقائق تستند إليها هذه القراءات في تحديد المسار التاريخي، ومن ثم المستقبلي، لعلاقة الشرق بالغرب. يقول الشاعر اليوناني:
وانبرى الحاكم.. مرتدياً بزته العسكرية المرصعة بالنياشين

وكذلك أعضاء مجلس الشيوخ والأعيان

وهرعوا جميعاً إلى الحدود

حتى يكونوا في استقبالهم والترحيب بقدومهم لغزو المدينة

وانتظر الحاكم والزعماء السياسيون والأعيان

منذ الصباح الباكر حتى المساء

ولكن البرابرة لم يظهروا في الأفق

وقال الحاكم وهو ينصرف كسيف البال:

لم يأت البرابرة..